# Campeonato Mundial de Ajedrez 1951
El Campeonato Mundial de Ajedrez 1951 fue un encuentro entre el retador David Bronstein de la Unión Soviética y su compatriota y campeón defensor Mijaíl Botvínnik. El match se jugó en Moscú, Rusia. El primer juego empezó el 15 de marzo de 1951. El último juego empezó el 11 de mayo que terminó empatado. Debido al empate a 12 puntos, Botvínnik retuvo su título, convirtiéndose en el campeón oficial número 2.

## Torneo Interzonal
El Torneo Interzonal fue jugado en la ciudad sueca de Saltsjöbaden en el año 1948.
| N.º | Jugador             | 1 | 2 | 3 | 4 | 5 | 6 | 7 | 8 | 9 | 10 | 11 | 12 | 13 | 14 | 15 | 16 | 17 | 18 | 19 | 20 | Total |
| --- | ------------------- | - | - | - | - | - | - | - | - | - | -- | -- | -- | -- | -- | -- | -- | -- | -- | -- | -- | ----- |
| 1   | David Bronstein     | - | 1 | ½ | 1 | ½ | ½ | ½ | ½ | ½ | ½  | 1  | ½  | ½  | 1  | ½  | 1  | ½  | 1  | 1  | 1  | 13½   |
| 2   | László Szábo        | 0 | - | ½ | ½ | 1 | ½ | ½ | ½ | 1 | 1  | ½  | 1  | 1  | 1  | ½  | 1  | ½  | ½  | 1  | 0  | 12½   |
| 3   | Isaak Boleslavski   | ½ | ½ | - | ½ | ½ | ½ | 1 | ½ | 0 | 1  | ½  | ½  | 1  | ½  | ½  | ½  | 1  | 1  | 1  | ½  | 12    |
| 4   | Alexsandr Kótov     | 0 | ½ | ½ | - | ½ | ½ | ½ | ½ | ½ | ½  | 1  | ½  | ½  | ½  | ½  | 1  | 1  | 1  | 1  | ½  | 11½   |
| 5   | Andor Lilienthal    | ½ | 0 | ½ | ½ | - | 1 | ½ | ½ | 1 | ½  | 0  | ½  | ½  | ½  | 1  | ½  | 1  | ½  | ½  | 1  | 11    |
| 6   | Ígor Bondarevsky*   | ½ | ½ | ½ | ½ | 0 | - | ½ | 1 | ½ | 0  | ½  | 1  | ½  | 0  | ½  | ½  | 1  | ½  | 1  | 1  | 10½   |
| 7   | Gideon Ståhlberg    | ½ | ½ | 0 | ½ | ½ | ½ | - | ½ | ½ | 0  | ½  | 1  | 1  | ½  | ½  | ½  | ½  | 1  | ½  | 1  | 10½   |
| 8   | Salomon Flohr       | ½ | ½ | ½ | ½ | ½ | 0 | ½ | - | ½ | ½  | ½  | ½  | ½  | ½  | ½  | ½  | 1  | ½  | 1  | 1  | 10½   |
| 9   | Miguel Najdorf      | ½ | 0 | 1 | ½ | 0 | ½ | ½ | ½ | - | 1  | 0  | 1  | ½  | 0  | ½  | 1  | ½  | ½  | 1  | 1  | 10½   |
| 10  | Petar Trifunović    | ½ | 0 | 0 | ½ | ½ | 1 | 1 | ½ | 0 | -  | ½  | ½  | 0  | 1  | ½  | ½  | 1  | ½  | 1  | ½  | 10    |
| 11  | Vasja Pirc          | 0 | ½ | ½ | 0 | 1 | ½ | ½ | ½ | 1 | ½  | -  | ½  | ½  | 0  | 1  | 0  | ½  | 1  | ½  | ½  | 9½    |
| 12  | Svetozar Gligorić   | ½ | 0 | ½ | ½ | ½ | 0 | 0 | ½ | 0 | ½  | ½  | -  | 1  | ½  | 1  | 1  | 1  | ½  | 0  | 1  | 9½    |
| 13  | Eero Böök           | ½ | 0 | 0 | ½ | ½ | ½ | 0 | ½ | ½ | 1  | ½  | 0  | -  | ½  | ½  | ½  | ½  | 1  | 1  | 1  | 9½    |
| 14  | Viacheslav Ragozin  | 0 | 0 | ½ | ½ | ½ | 1 | ½ | ½ | 1 | 0  | 1  | ½  | ½  | -  | 0  | 0  | ½  | 0  | ½  | 1  | 8½    |
| 15  | Daniel Yanofsky     | ½ | ½ | ½ | ½ | 0 | ½ | ½ | ½ | ½ | ½  | 0  | 0  | ½  | 1  | -  | 0  | ½  | ½  | ½  | 1  | 8½    |
| 16  | Savielly Tartakower | 0 | 0 | ½ | 0 | ½ | ½ | ½ | ½ | 0 | ½  | 1  | 0  | ½  | 1  | 1  | -  | 0  | ½  | ½  | ½  | 8     |
| 17  | Luděk Pachman       | ½ | ½ | 0 | 0 | 0 | 0 | ½ | 0 | ½ | 0  | ½  | 0  | ½  | ½  | ½  | 1  | -  | 1  | ½  | 1  | 7½    |
| 18  | Gösta Stoltz        | 0 | ½ | 0 | 0 | ½ | ½ | 0 | ½ | ½ | ½  | 0  | ½  | 0  | 1  | ½  | ½  | 0  | -  | ½  | ½  | 6½    |
| 19  | Lajos Steiner       | 0 | 0 | 0 | 0 | ½ | 0 | ½ | 0 | 0 | 0  | ½  | 1  | 0  | ½  | ½  | ½  | ½  | ½  | -  | ½  | 5½    |
| 20  | Erik Lundin         | 0 | 1 | ½ | ½ | 0 | 0 | 0 | 0 | 0 | ½  | ½  | 0  | 0  | 0  | 0  | ½  | 0  | ½  | ½  | -  | 4½    |

* Bondarevsky tuvo que haber participado en el Torneo de Candidatos como uno de los clasificados, pero repentinamente, canceló su participación.

## Torneo de Candidatos
Los ocho mejores ubicados en el Torneo Interzonal, junto con Vasili Smyslov Paul Keres (ambos habían pre-clasificado) jugaron un torneo con el sistema de todos contra todos a una ronda, en la ciudad sueca de Saltsjöbaden, y el ganador obteniendo el derecho de jugar por el Campeonato Mundial de Ajedrez contra Mijaíl Botvínnik en 1951.
| N.º | Jugador           | 1   | 2   | 3   | 4   | 5   | 6   | 7   | 8   | 9   | 10  | Total |
| --- | ----------------- | --- | --- | --- | --- | --- | --- | --- | --- | --- | --- | ----- |
| 1   | Isaak Boleslavski | –   | ½ ½ | 1 ½ | ½ ½ | ½ ½ | 1 ½ | ½ ½ | 1 1 | ½ 1 | ½ 1 | 12    |
| 2   | David Bronstein   | ½ ½ | –   | 0 1 | ½ 1 | 1 1 | 1 ½ | 0 1 | ½ 1 | ½ ½ | 1 ½ | 12    |
| 3   | Vasili Smyslov    | 0 ½ | 1 0 | –   | ½ ½ | 1 ½ | ½ ½ | 0 1 | ½ ½ | ½ 1 | ½ ½ | 10    |
| 4   | Paul Keres        | ½ ½ | ½ 0 | ½ ½ | –   | ½ ½ | 1 0 | 1 ½ | ½ ½ | ½ ½ | ½ 1 | 9½    |
| 5   | Miguel Najdorf    | ½ ½ | 0 0 | 0 ½ | ½ ½ | –   | ½ ½ | ½ ½ | ½ ½ | 1 1 | ½ 1 | 9     |
| 6   | Aleksandr Kótov   | 0 ½ | 0 ½ | ½ 0 | 0 1 | ½ ½ | –   | ½ 1 | 1 ½ | 1 0 | 1 0 | 8½    |
| 7   | Gideon Ståhlberg  | ½ ½ | 1 0 | 1 0 | 0 ½ | ½ ½ | ½ 0 | –   | ½ ½ | ½ ½ | ½ ½ | 8     |
| 8   | Salomon Flohr     | 0 0 | ½ 0 | ½ ½ | ½ ½ | ½ ½ | 0 ½ | ½ ½ | –   | ½ ½ | 0 1 | 7     |
| 9   | Andor Lilienthal  | ½ 0 | ½ ½ | ½ 0 | ½ ½ | 0 0 | 0 1 | ½ ½ | ½ ½ | –   | 1 0 | 7     |
| 10  | László Szábo      | ½ 0 | 0 ½ | ½ ½ | ½ 0 | ½ 0 | 0 1 | ½ ½ | 1 0 | 0 1 | –   | 7     |

### Desempate
Ya que Boleslavski y Bronstein empataron en el primer puesto en el Torneo de Candidatos, se recurrió a un match de desempate con las siguientes condiciones:
- El match sería jugado a mejor de 12 juegos, acabando cuando un jugador llegue a 6½ puntos o más, resultando vencedor.
- Si al cabo de la partida 12, el match estuviera empatado 6 a 6, se jugará a muerte súbita, es decir, se jugarán tantas partidas sean necesarias hasta que uno gane.

El ganador del match enfrentará a Mijaíl Botvínnik por el Campeonato Mundial de Ajedrez.
| Jugador           | 1 | 2 | 3 | 4 | 5 | 6 | 7 | 8 | 9 | 10 | 11 | 12 |  | 13 | 14 | Total |
| ----------------- | - | - | - | - | - | - | - | - | - | -- | -- | -- |  | -- | -- | ----- |
| Isaak Boleslavski | 0 | ½ | ½ | ½ | ½ | ½ | 0 | 1 | ½ | ½  | 1  | ½  |  | ½  | 0  | 6½    |
| David Bronstein   | 1 | ½ | ½ | ½ | ½ | ½ | 1 | 0 | ½ | ½  | 0  | ½  |  | ½  | 1  | 7½    |

## Match
El match fue jugado a mejor de 24 juegos, las victorias contando 1 punto, los empates ½ punto, y las derrotas 0, y acabaría cuando un jugador llegue a 12½ puntos o más. Si el match acabara en un empate 12 a 12, el campeón defensor (Botvínnik) retendría el título.
| Jugador          | 1 | 2 | 3 | 4 | 5 | 6 | 7 | 8 | 9 | 10 | 11 | 12 | 13 | 14 | 15 | 16 | 17 | 18 | 19 | 20 | 21 | 22 | 23 | 24 | Total |
| ---------------- | - | - | - | - | - | - | - | - | - | -- | -- | -- | -- | -- | -- | -- | -- | -- | -- | -- | -- | -- | -- | -- | ----- |
| Mijaíl Botvínnik | ½ | ½ | ½ | ½ | 0 | 1 | 1 | ½ | ½ | ½  | 0  | 1  | ½  | ½  | ½  | ½  | 0  | ½  | 1  | ½  | 0  | 0  | 1  | ½  | 12    |
| David Bronstein  | ½ | ½ | ½ | ½ | 1 | 0 | 0 | ½ | ½ | ½  | 1  | 0  | ½  | ½  | ½  | ½  | 1  | ½  | 0  | ½  | 1  | 1  | 0  | ½  | 12    |